# Lydia Davis
Lydia Davis (Northampton, Massachusetts; 15 de julio de 1947) es una escritora estadounidense de relatos cortos, cuentos, novelas y ensayos, además de ser traductora.

## Biografía

### Infancia y educación
Lydia Davis nació en Northampton, Massachusetts, el 15 de julio de 1947. Es hija de Robert Gorham Davis, un crítico y profesor de inglés, y de Hope Hale Davis, una escritora de cuentos y maestra. Davis en su infancia inicialmente: «Estudió música (primero piano, y luego violín), cosa que fue su primera pasión». Años más tarde, al convertirse en escritora Davis comentó: «Probablemente siempre estuve destinada a ser escritora, aunque esa no fuera mi primera pasión. Creo que siempre debí haber querido escribir en alguna parte de mí o probablemente nunca lo hubiera hecho». Estudió en la Barnard College, y por aquel entonces escribía principalmente poesía.
En 1974, Davis se casó con el también escritor Paul Auster, con quien tuvo un hijo llamado Daniel Auster. Auster y Davis se divorciarían más tarde; tras lo cual, años más tarde Davis volvería a casarse, esta vez con el artista Alan Cote, con quien tuvo otro hijo: Theo Cote. En la actualidad es profesora de escritura creativa en la Universidad de Albany; además de haber trabajado en la Universidad de Nueva York en 2012.

### Carrera
Davis ha publicado seis colecciones de ficción: The Thirteenth Woman and Other Stories (1976); Break It Down (1986) (finalista del Premio PEN/Hemingway); Varieties of Disturbance (finalista del Premio Nacional del Libro en 2007); y Can't and Won't (2013). En 2009 se publicaron sus Cuentos completos, libro el cual contiene toda su ficción hasta el año 2008.
Davis ha traducido al inglés a escritores franceses tales como Marcel Proust, Gustave Flaubert, Maurice Blanchot, Michel Foucault, Michel Leiris, Pierre Jean Jouve, entre otros; así como al escritor holandés A.L. Snijders.

### Influencia
Davis ha sido descrita como: «La maestra de una literatura merecedora de su propia creación». Algunas de sus «historias» son solo de una o de dos oraciones. Davis ha comparado estos trabajos con un rascacielos, en el sentido de que están rodeados por una imponente extensión blanca (es decir, el cielo). Michael LaPointe, escritor en Los Angeles Review of Books, llegó a decir que: «Lydia Davis no inventó los microrrelatos; ella es, hasta ahora, su representante contemporánea más eminente». Kassia Boddy en la Columbia Companion to the 21st Century Short Story comentó que: «Las parábolas de Davis son más exitosas cuando examinan los problemas de comunicación entre hombres y mujeres, y las estrategias que cada uno usa para interpretar las palabras y acciones del otro». De los autores norteamericanos contemporáneos, solo Davis, junto con Stuart Dybek y Alice Fulton, comparten la distinción de aparecer en los libros The Best American Short Stories y The Best American Poetry.
En octubre de 2003, Davis recibió una Beca MacArthur. En 2013 fue la ganadora del Premio Internacional Booker y recibió distinciones de la Academia Estadounidense de las Artes y las Letras, de la Sociedad Filolexiana y de la Universidad de Columbia. Desde el 2005 es miembro de la Academia Estadounidense de las Artes y las Ciencias.

## Bibiliografía

### Novelas
- 1995: The End of the Story

### Cuentos
- 1976: The Thirteenth Woman and Other Stories
- 1985: Story and Others Stories
- 1986: Break It Down
- 1997: Almost No Memory
- 2002: Samuel Johnson Is Indignant
- 2007: Varieties of Disturbance
- 2009: The Collected Stories of Lydia Davis
- 2013: Can't and Won't
- 2023: Our Strangers (Esa gente que no conocemos, traductora Eleonora González Capria, Eterna Cadencia, 2024),

ISBN: 9789877123333. 

### Ensayos
- 2019: Essays
- 2019: Essays Ones